# Querido detective
Querido detective es una película de suspenso romántico neo-noir  estadounidense de 1986 dirigida por Jim McBride, escrita por Daniel Petrie Jr., y protagonizada por Dennis Quaid, Ellen Barkin, John Goodman y Ned Beatty. El largometraje fue ambientado y filmado en locaciones de Nueva Orleans, Luisiana. 
Posteriormente, la película fue adaptada para una serie de televisión durante dos temporadas en USA Network (1996-1997).

## Trama
El teniente de la policía de Nueva Orleans, Remy McSwain, investiga el asesinato de un mafioso local, lo que lleva a la policía a sospechar de una guerra entre dos familias criminales.
Anne Osborne, fiscal del distrito estatal, llega para investigar la presunta corrupción policial. Después de ver de primera mano algunas prácticas poco ortodoxas de Remy, Anne lo acusa de estar robando. Sostiene que ella no comprende cómo funciona el sistema policial en Nueva Orleans.
A pesar de los sentimientos sospechosos y aprensivos de Anne hacia Remy, forman una relación romántica. Cuando supuestamente pillan a Remy aceptando un soborno en una operación de asuntos internos, Anne, furiosa, tiene la tarea de procesarlo. Con la ayuda de los compañeros oficiales de Remy, se destruyen y suprimen pruebas cruciales. Los cargos son retirados, momento en el que Anne, ahora al tanto, tiene un conflicto sobre sus sentimientos personales hacia Remy y su deber de hacer cumplir la ley.
Más tarde se revela que Jack Kellom, el jefe de Remy, que es el prometido de su madre, y los detectives De Soto y Dodge están detrás de la serie de asesinatos para encubrir su participación en el contrabando de heroína que operan desde un astillero. Kellom va al barco y se enfrenta a De Soto y Dodge. Kellom sugiere deshacerse de las drogas, pero De Soto le dispara a Kellom. Remy y Anne llegan y se enfrentan a De Soto y Dodge, y se produce un tiroteo, lo que resulta en que Kellom, herido de muerte, le dispare a De Soto. Remy le dispara a Dodge con una pistola de bengalas, provocando un incendio. Remy y Anne apenas logran escapar antes de que el barco explote.
La escena final muestra a Remy llevando a Anne a su apartamento y luego a los dos bailando parece que recién se han casado.

## Elenco
- Dennis Quaid como teniente detective Remy McSwain
- Ellen Barkin como A.D.A. Anne Osborne
- Ned Beatty como capitán Jack Kellom
- John Goodman como sargento detective Andre DeSoto
- Lisa Jane Persky como detective McCabe
- Ebbe Roe Smith como detective Ed Dodge
- Tom O'Brien como Bobby McSwain
- Charles Ludlam como Lamar Parmentel
- Grace Zabriskie como Mama
- Marc Lawrence como Vinnie "The Cannon" DiMotti
- Solomon Burke como Daddy Mention
- Gailard Sartain como chef Paul
- Jim Garrison como juez Jim Garrison
- Bob Kearney como detective sargento Kearney

## Producción
El rodaje duró 50 días y los actores principales ensayaron tres semanas antes del inicio. 
El título original del guion era "Windy City", y estaba ambientado en Chicago. El título se cambió brevemente a "Nada más que la verdad". 
El conocido fiscal de distrito de Nueva Orleans, Jim Garrison, hace un cameo como juez. Garrison se hizo conocido por sus teorías de conspiración sobre el asesinato de Kennedy y su propia investigación sobre el mismo en Nueva Orleans en la década de 1960.

### Ciudad de Nueva Orleans
La ciudad de Nueva Orleans y su atmósfera funcionan como protagonistas de la película. Esto es evidente desde el principio de la película: el comienzo es una toma aérea del bayou de la ciudad y la banda cajún BeauSoleil toca "Zydeco Gris Gris" en la banda sonora (secuencia del título).
Los productores utilizaron lugares conocidos como Tipitina's, Antoine's, el almacén de Blaine Kern lleno de carrozas del desfile de Mardi Gras y un local de estriptis del Barrio Francés, para darle cuerpo a la atmósfera de la película. 

### Banda sonora
Dado que la acción tiene lugar en Nueva Orleans y los antecedentes familiares cajún del protagonista principal (Remy McSwain), los productores de la película utilizaron música cajún, zydeco, R&B y góspel en la banda sonora. El director de la película, Jim McBride, estuvo muy involucrado en la selección de la música, asegurándose de que fuera auténtica de la cultura cajún. Un colaborador no acreditado de la banda sonora fue el músico David Byrne, quien ayudó a McBride a localizar a algunos de los artistas locales. 
El ejecutivo del sello Danny Holloway armó un álbum de banda sonora de la película original y lo lanzó en 1987 con el sello Island. El álbum contiene doce pistas, entre ellas "Tipitina", interpretada por el pianista de Nueva Orleans Professor Longhair (regrabación de 1974 de su álbum Rock 'n' Roll Gumbo en la versión sustancialmente remezclada producida para su reedición en CD de 1985),  the New Orleans el himno "Iko Iko", de The Dixie Cups, y una balada, "Closer to You", escrita e interpretada por el actor Dennis Quaid, quien también interpreta la canción en la película. Otros intérpretes del álbum incluyen a Terrance Simien, BeauSoleil, Buckwheat Zydeco, Dewey Balfa, Aaron Neville y The Neville Brothers.

## Distribución
La película se proyectó por primera vez en 1986 en varios festivales de cine, incluido el Festival du Film Policier de Cognac, el Festival de Cine de la ciudad de Davao en Filipinas, el Festival Internacional de Cine de Valladolid en España y el Festival de Cine de Sundance  antes de ser recogida para su distribución.. Según Robert Redford, fundador de Sundance, Querido detective fue la primera película vendida en el festival. Redford cuenta que arrastró a David Puttnam, entonces director de Columbia Pictures, para ver la película. Después de la proyección, Puttnam decidió elegir la película para distribuirla.  Querido detective fue lanzado como The Big Crackdown en Filipinas por Season Films y Jemah Films el 5 de noviembre de 1988. 

## Recepción

### Taquillas
La película tuvo un estreno limitado el 21 de agosto de 1987 y recaudó 353.259 dólares. Se amplió una semana en la que sus ingresos brutos fueron de 3.626.031 dólares en 1.138 pantallas y los ingresos totales de la ejecución fueron de 17.685.307 dólares. En su estreno más amplio, la película se presentó en 1.219 salas. La película estuvo en circulación cinco semanas. 

### Respuesta crítica
El agregador de reseñas Rotten Tomatoes informó que el 89% de los críticos dieron a la película una reseña positiva, basándose en 37 reseñas, con una calificación promedio de 7,5/10. El consenso de los críticos dice: "Cargado de atmósfera y empapado de la chisporroteante química entre Dennis Quaid y Ellen Barkin, Querido detective sigue siendo uno de los thrillers más fuertes y apasionantes de la década de 1980".  En Metacritic, que asigna una puntuación media ponderada, la película tiene una puntuación de 77 sobre 100 basada en 10 críticas, lo que indica "críticas generalmente favorables".  El público encuestado por CinemaScore le dio a la película una calificación promedio de "B" en una escala de A+ a F. 
Roger Ebert, crítico de cine del Chicago Sun-Times , elogió la película y escribió: " Querido detective es una de las películas estadounidenses más ricas del año. También resulta ser un gran thriller. Digo 'sucede' porque Creo que la trama de esta película es sólo una excusa para su verdadera fuerza: la creación de un grupo de personajes tan interesantes, tan complicados y tan originales que hacen que muchos otros personajes del cine parezcan personajes pintados por números". 
Sheila Benson, escribiendo para Los Angeles Times , escribió: "El guionista Daniel Petrie Jr. plantea el conflicto y el director Jim McBride lo desarrolla con una seguridad sexy y devastadora" 
El crítico de cine Vincent Canby fue un poco más duro con la película y escribió: "Remy y Anne están hechos el uno para el otro, o lo habrían sido si Querido detective fuera la comedia sofisticada que podría haber sido... [la película] fue dirigida por Jim McBride, quien algún día creará una película comercial que funcione en todos los sentidos, y no sólo en parches". 
La película fue elogiada por la precisión del acento cajún de Quaid, que lo investigó meticulosamente en preparación para el papel. Sin embargo, los residentes del área de Nueva Orleans no estaban tan contentos y se refirieron a ello como "causa de vergüenza". 

### Reconocimientos

#### Premios
- 1987: Cognac Festival du Film Policier, Cognac, Francia : Gran Premio
- 1987: Festival Internacional de Cine de Valladolid: Mejor actor, Dennis Quaid
- 1988: Premios Independent Spirit : Mejor protagonista masculino Dennis Quaid [17]
- 1988: Premios Sant Jordi : Mejor actriz extranjera, Ellen Barkin
- 1988 : Premio Anthony : Mejor película [18]

#### Nominaciones
- 1988: Premios Independent Spirit: Mejor director, Jim McBride; Mejor película, Stephen J. Friedman [19]
- 1988: Sociedad de Casting de América : Premio Artios; Mejor reparto para largometraje, drama, Lynn Stalmaster y David Rubin
- 1988: Premios Edgar Allan Poe : Edgar; Mejor Película, Daniel Petrie Jr.

#### Otros
La película está reconocida por el American Film Institute en estas listas:
- 2002: 100 años de AFI... 100 pasiones —Nominado [20]
- 2008: Los 10 mejores 10 de AFI :
  - Película de misterio nominada [21]

## Adaptación televisiva
La película inspiró su serie de televisión, que se estrenó en USA Cable Network el 11 de agosto de 1996.  Tony Crane interpretó a McSwain y Susan Walters interpretó a Anne Osbourne. Se transmitieron aproximadamente 35 episodios en dos temporadas. Aunque Daniel Petrie Jr. (quien escribió el guion de la película original) fue acreditado como productor ejecutivo de la serie, Petrie ha declarado que "no estuvo involucrado en absoluto" en la serie, y recibió sólo "un crédito y dinero". 